# Бензізоксазол
1,2-Бензізоксазол (англ. Benzisoxazole) — це ароматична органічна сполука з молекулярною формулою C7H5NO, що містить ізоксазольне кільце, з'єднане з бензолом.
Ароматичність робить його відносно стабільним, однак він є лише слабоосновним.
Сама сполука не має широкого застосування, проте функціоналізовані бензізоксазоли та бензізоксазоїли мають різноманітне використання, включаючи фармацевтичні препарати, такі як деякі антипсихотики (в тому числі рисперидон, паліперидон, окаперидон та ілоперидон) та протисудомний засіб зонісамід.